# Костёл Вознесения Пресвятой Девы Марии (Тельшяй)
Костёл Вознесения Пресвятой Девы Марии (лит. Telšių Švč. Mergelės Marijos Ėmimo į dangų bažnyčia) — католический храм в Тельшяй, в архитектурном облике которого имеются черты неоготики, необарокко и неовизантийского стиля.

## История
Тельшяйский приход основан в 1536 году. В том же году по приказу великого князя литовского Сигизмунда Старого в Тельшяй был построен храм Вознесения на небеса Пресвятой Девы Марии. В 1612 году при нём была учреждена и приходская школа. Храм отстраивался и перестраивался несколько раз, но до наших времен от прежнего храма сохранился лишь отлитый в 1619 году костёльный колокол.
Построенный в 1700 году новый костел пострадал во время Северной войны со шведами, его ремонт начался лишь в 1788 году, после длительного периода чумы и голода, однако в 1814 году по распоряжению царских властей он был закрыт и вскоре разрушен. После восстания 1831 года царские власти отобрали и землю костёла, а также уничтожили кладбище на Вильнюсском холме.
В 1864—1867 году на том же месте возвели каменную церковь во имя святителя Николая Чудотворца в неовизантийском стиле с башней-колокольней (по проекту Томаша Тышецкого). В сравнении с существовавшим ранее костёлом её убранство было богаче, в ней было много икон и роскошно декорированных литургических книг — таким образом старались склонить к православию больше местных жителей.
В 1935 году после долгих судебных разбирательств землю с постройками вернули Тельшяйскому приходу. Православная община получила компенсацию, а здание церкви планировалось снести и построить новый храм. В конце концов было принято решение его переоборудовать. В годы советской оккупации Литвы костел пытались закрыть, но сильное сопротивление членов общины помешало это сделать.
В XXI веке храм Вознесения на небеса Пресвятой Девы Марии в Тельшяй был обновлен ещё раз. Однако его по-прежнему отличает широкое и довольно необычное разнообразие стилей: в архитектуре храма прослеживаются неоготические, необарочные и неовизантийские черты.